# Производственное искусство
Производственное искусство — художественное движение в Советской России 1920-х гг., ставившее своей задачей соединение искусства с ремеслом, материальным производством на базе современной промышленной техники.
Теоретическое обоснование движению принадлежит Б. И. Арватову, О. М. Брику, Б. А. Кушнеру, Н. М. Тарабукину, Н. Ф. Чужаку и другим. Идеи производственного искусства на практике осуществлялись через художественные принципы конструктивизма, через разработку новых методов дизайна — в производстве мебели (А. М. Ган, А. М. Родченко, В. Е. Татлин), текстиля и одежды (Л. С. Попова, В. Ф. Степанова, Татлин), в полиграфии (Ган, Л. М. Лисицкий, Родченко), оформительском искусстве (Г. Г. Клуцис, Лисицкий, Попова, Родченко, К. И. Рождественский, братья В. А. и Г. А. Стенберги). 
Идеям движения в начале 1920-х годов соответствовала педагогическая программа ВХУТЕМАСа. Систематической разработкой вопросов производственного искусства занимались сотрудники Института художественной культуры, развивавшие идеи «Левого фронта искусств». 

## Рекомендуемая литература
- Тарабукин Николай. От мольберта к машине. — М.: Работник просвещения, 1923. — 44 с.
- Арватов Б. Об агитационном и производственном искусстве (сборник статей). — М.: Федерация, 1930. — 97 с.
- Мазаев Анатолий. Концепция производственного искусства 20-х годов. — М.: Наука, 1975. — 270 с.
- Сидорина Елена. Сквозь весь двадцатый век. Художественно-проектные концепции русского авангарда. — М.: Русский мир, 1994. — 373 с. — ISBN 5-85810-021-X.
- Хан-Магомедов Селим. Пионеры советского дизайна. — М.: Галарт, 1995. — 424 с. — ISBN 5-269-00012-1.
- Фоменко Андрей Монтаж, фактография, эпос: Производственное движение и фотография. — СПб.: Изд-во СПбГУ, 2007. — 374 с. — ISBN 978-5-288-04378-9.
- Фоменко А. Советский фотоавангард и концепция производственно-утилитарного искусства. — СПб.: СПГУТД, 2011. — 184 с. — ISBN 978-5-7937-0617-9.
- Lodder, Christina. Russian Constructivism. — New Haven: Yale University Press, 1983. — 328 p. — ISBN 978-0300027273.
- Kiaer, Christina. Imagine No Possessions: The Socialist Objects of Russian Constructivism. — Cambridge, Mass: MIT Press, 2005. — 326 p. — ISBN 9780262612210.